# Amelia Smart
Amelia Smart (* 1. August 1998 in Invermere, British Columbia) ist eine kanadische Skirennläuferin. Sie ist auf die technischen Disziplinen Riesenslalom und Slalom spezialisiert.

## Biografie
Amelia Smart stammt aus Invermere, British Columbia. Sie hat eine jüngere Schwester und studiert Informatik an der University of Denver.
Im Alter von 16 Jahren bestritt sie in Kanada ihre ersten FIS-Rennen und erreichte auf Anhieb Spitzenresultate. Nur eine Woche später debütierte sie in ihrem Heimatland auch im Nor-Am Cup. Im Februar 2016 startete sie bei den Olympischen Winter-Jugendspielen in Hafjell. Am nächsten kam sie einer Medaille in der Kombination, in der sie Rang acht belegte. In Super-G und Slalom klassierte sie sich jeweils als 19., im Riesenslalom schied sie aus. Bei den kanadischen Meisterschaften schrammte sie als Vierte in Slalom und Kombination zweimal nur knapp an einer Medaille vorbei. In der Saison 2016/17 gelang ihr mit zwei Siegen der Durchbruch im Nor-Am Cup, in dem sie die Riesenslalomwertung für sich entschied. Bei ihren ersten Juniorenweltmeisterschaften in Åre startete sie in allen Disziplinen außer der Abfahrt, erreichte aber nur im Super-G das Ziel und belegte Rang 44.
Am 25. November 2017 gab sie im Riesenslalom von Killington ihr Weltcup-Debüt. In ihrem vierten Rennen, dem Parallelslalom von Courchevel, qualifizierte sie sich für den Entscheidungslauf der besten 32 und gewann als Vorletzte ihren ersten Weltcup-Punkt. Im Nor-Am-Cup entschied sie die Slalomwertung für sich und gewann auf universitärer Ebene die NCAA-Titel in Riesenslalom und Slalom, wofür sie zweimal als beste College-Skirennläuferin des Jahres 2018 ausgezeichnet wurde.
Eine deutliche Steigerung gelang ihr Anfang des Jahres 2020, als sie sich im Slalom von Zagreb auf Platz 17 klassierte.

## Erfolge

### Olympische Spiele
- Peking 2022: 27. Slalom

### Weltmeisterschaften
- Åre 2019: 22. Slalom
- Cortina d’Ampezzo 2021: 27. Slalom
- Méribel 2023: 24. Slalom

### Weltcup
- 3 Platzierungen unter den besten zehn

### Weltcupwertungen
| Saison  | Gesamt | Gesamt | Slalom | Slalom |
| Saison  | Platz  | Punkte | Platz  | Punkte |
| ------- | ------ | ------ | ------ | ------ |
| 2017/18 | 134.   | 1      | 59.    | 1      |
| 2018/19 | 134.   | 3      | 57.    | 3      |
| 2019/20 | 105.   | 14     | 40.    | 14     |
| 2020/21 | 108.   | 12     | 45.    | 12     |
| 2021/22 | 59.    | 104    | 21.    | 104    |
| 2022/23 | 56.    | 117    | 22.    | 117    |
| 2023/24 | 74.    | 64     | 32.    | 64     |

### Nor-Am Cup
- Saison 2015/16: 10. Slalomwertung
- Saison 2016/17: 5. Gesamtwertung, 1. Riesenslalomwertung, 3. Kombinationswertung, 6. Slalomwertung
- Saison 2017/18: 10. Gesamtwertung, 1. Slalomwertung
- Saison 2018/19: 7. Gesamtwertung, 2. Slalomwertung
- Saison 2019/20: 8. Slalomwertung
- Saison 2021/22: 5. Slalomwertung
- 23 Podestplätze, davon 9 Siege:

| Datum             | Ort            | Land   | Disziplin    |
| ----------------- | -------------- | ------ | ------------ |
| 13. Dezember 2016 | Panorama       | Kanada | Kombination  |
| 18. Dezember 2016 | Panorama       | Kanada | Riesenslalom |
| 5. Februar 2019   | Jackson        | USA    | Riesenslalom |
| 6. Februar 2019   | Jackson        | USA    | Riesenslalom |
| 6. Februar 2019   | Jackson        | USA    | Riesenslalom |
| 14. März 2019     | Stowe Mountain | USA    | Slalom       |
| 19. Dezember 2019 | Nakiska        | Kanada | Slalom       |
| 17. Dezember 2021 | Panorama       | Kanada | Slalom       |
| 18. Dezember 2021 | Panorama       | Kanada | Slalom       |
| 12. Dezember 2024 | Panorama       | Kanada | Slalom       |

### Juniorenweltmeisterschaften
- Åre 2017: 44. Super-G
- Fassatal 2019: 7. Slalom

### Weitere Erfolge
- 1 Podestplatz im Australia New Zealand Cup
- 11 Siege in FIS-Rennen